# إيمان الشريف (مغنية تونسية)
إيمان الشريف (ولدت في 18 يونيو 1981 في نابل)، مغنية ومؤلفة أغاني وملحنة وعارضة أزياء ومصممة أزياء وممثلة تونسية.

## النشأة والمسيرة
ولدت في 18 يونيو 1981 في نابل وبدأت الغناء في سن السادسة. إشتهرت بأغانيها «على الله» و «أكربد» و «مولى الشاش».
شاركت في مهرجان الأغنية التونسية في دورته التاسعة عشر بمارس 2008 حيث فازت بالجائزة الثانية للمهرجان عن أغنية «لايمة» من كلمات الجليدي العويني وألحان سمير شعير.
في عام 2017 استضافت حفل افتتاح البطولة الأفريقية لكرة السلة بتونس "Afrobasket". وفي العام نفسه، وبالتنسيق مع وزارة الداخلية، كانت أول فنانة تغني في سجن المرناقية مع حسين الديك وحسين عامر عفريت ووليد توفيق.
في عام 2018، غنت بسبع لغات خلال الحفل الختامي ومنح جوائز مهرجان المنارات في تونس 2019.
لديها عدة تجارب سينمائية من خلال دور البطولة في فيلم شهرزاد للمخرج التونسي معز كمون إلى جانب الممثل ظافر العابدين وفيلم الخيط للمخرج مهدي بن عطية وفيلم ولدي للمخرج محمد بن عطية وفيلم العصفور الأزرق للمخرج رفيق عمراني وفيلم نورة تحلم للمخرجة هند بوجمعة إلى جانب الممثلة هند صبري.
وقد شاركت في مهرجان الجونة السينمائي إثر تجربتها في فيلم ولدي وقد لاقت إهتماما كبيرا من الحاضرين لظهورها على السجاد الأحمر بفستان «مستقبلي» حيث كان الفستان سببا لتتعرف على زوجها السابق محمد آل صبور.

## الحياة الشخصية
عقدت قرانها على المصري محمد آل صبور المعروف وتم فسخه لاحقا. أنجبت منه طفلها ناصرفي فرنسا.

## أعمالها

### الألبومات
- 2008: على الله
- 2015: مولى الشاش
- What!: 2021

### الأغاني
- 2003: دويتو مع صلاح مصباح

- 2004: دويتو مع K2rym

- 2008: دويتو مع ناجي بن نجمة: الله يقدرني على نسيانك

- 2008: دويتو مع عبد الكريم البنزرتي

- 2015: آنيساتي (للأطفال)

- 2016: خلسة اللعبة

- 2016: حطو الحنة (تراث جزائري)

- 2016: مزال (تأليف إيمان الشريف)

- 2016: الدنيا أمانة (ألحان إيمان الشريف)

- 2016: اكربد (ألحان إيمان الشريف) بمشاركة الممثل أحمد الأندلسي
- 2017: دويتو مع الهادي دنيا: يا لالي يا لالالي

- 2019: لقمي (كلمات وألحان إيمان الشريف)

- 2020: غير تجيك خفيفه
- 2020: دويتو مع الشاب سليم: يا مولات الحنة

- 2021: مدم بابا حي وأمي هيا (تراث)

- 2021: ورقة حمراء[8]

- 2021: قدس الشرف (ألحان إيمان الشريف)

- 2021: على راسي ريشة (كلمات وألحان إيمان الشريف)

- 2021: البوري (كلمات وألحان إيمان الشريف).

- 2021: الإفريقي تعيش (كلمات وألحان إيمان الشريف)

### الأفلام
- 2007: شهرزاد، إخراج معز كمون

- 2009: الخيط، إخراج مهدي بن عطية
- 2018: ولدي، إخراج محمد بن عطية
- 2018: العصفور الأزرق، إخراج رفيق عمراني
- 2019:نورة تحلم، إخراج هند بوجمعة

### الإعلانات
- 2021: ومضة إشهارية للهريسة المصبرة سيكام

## روابط خارجية
إيمان الشريف على موقع IMDb (الإنجليزية)
- إيمان الشريف على موقع قاعدة بيانات الأفلام العربية